# جرار (آلة)

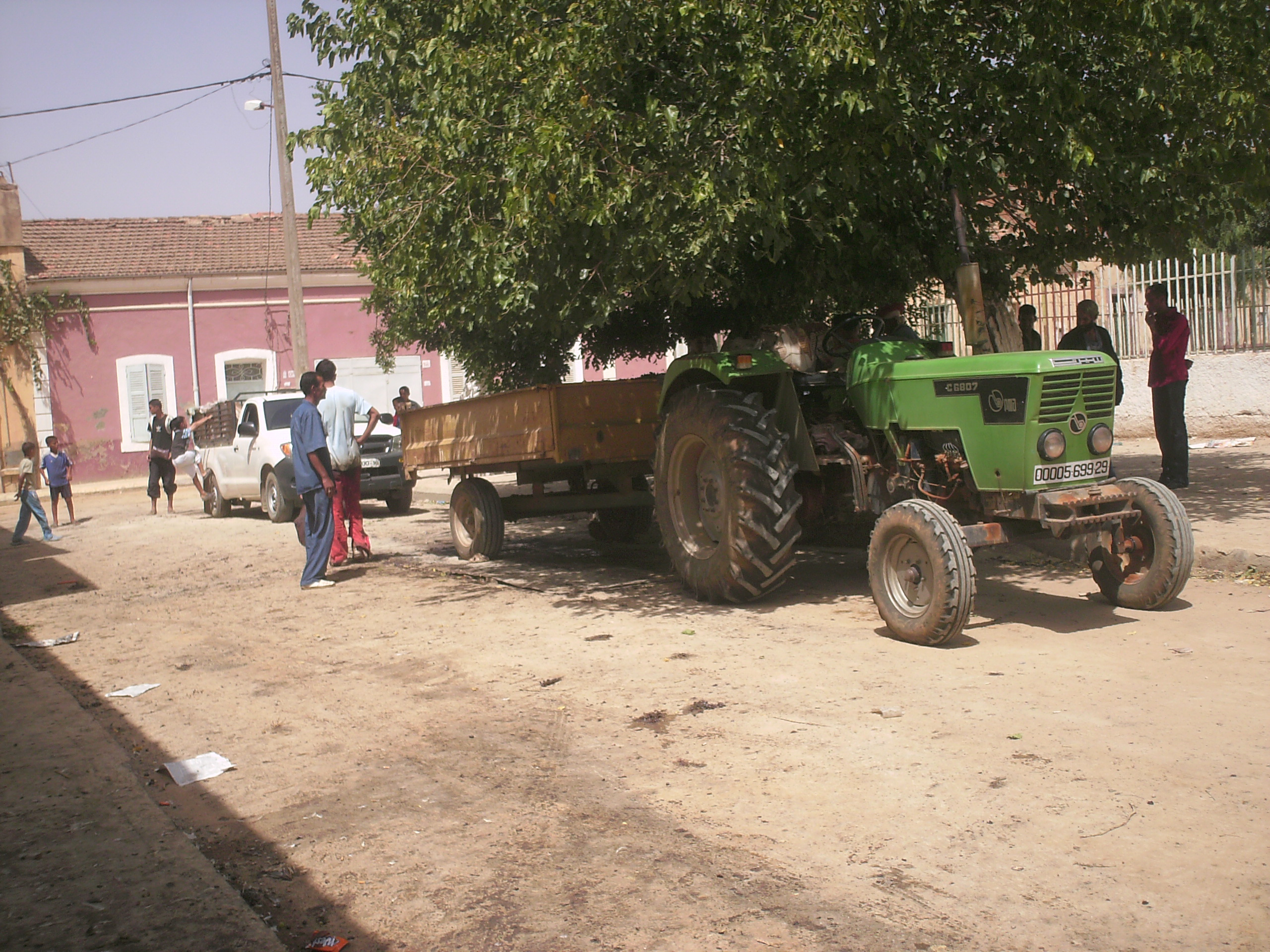
جرار من انتاج سيرتا الجزائرية.

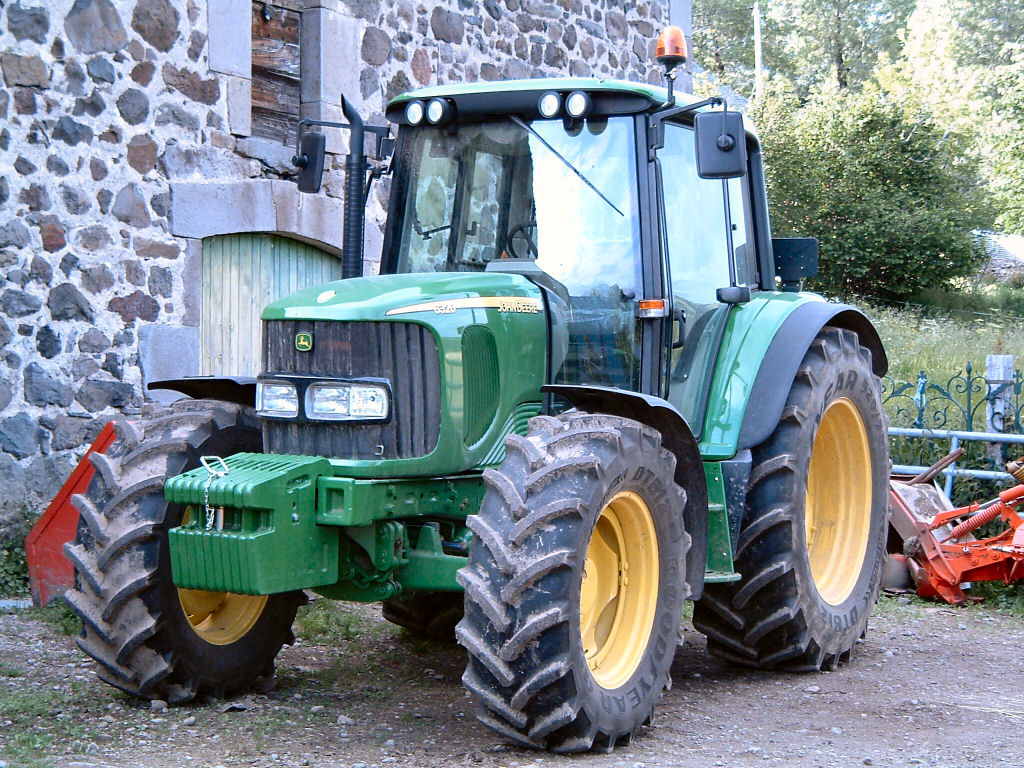
جرار.

الجَرَّار (الجمع: جَرَّارَات) أو جرارة أو ساحبة هي آلة ذات محرك عالي القدرة، مُجهّز بعجلات أو بسلاسل، ليقوم بمهام زراعية. وحيث أن معظم الأعمال التي يقوم بها تتلخص بالجر إما للمحاريث أو الآلات الضخمة فإنه اصطلح على تسميته جرار.
أمثلة على المهام التي يقوم بها:
- جر المقطورات والآلات الزراعية كالمحراث، أو موزعات السماد، أو عربات رش المبيدات، أو غير ذلك من المعدات.
- حمل الملحقات أو المعدات المركبة سواء في مقدمة الجرار مثل (الشوكة، أو المجرفة الهيدروليكية)، أو في أكثر الأحيان من الخلف مثل (المحاريث، أو الأمشاط الدوارة، أو آلات السحق، أو غير ذلك).

## الشكل العام

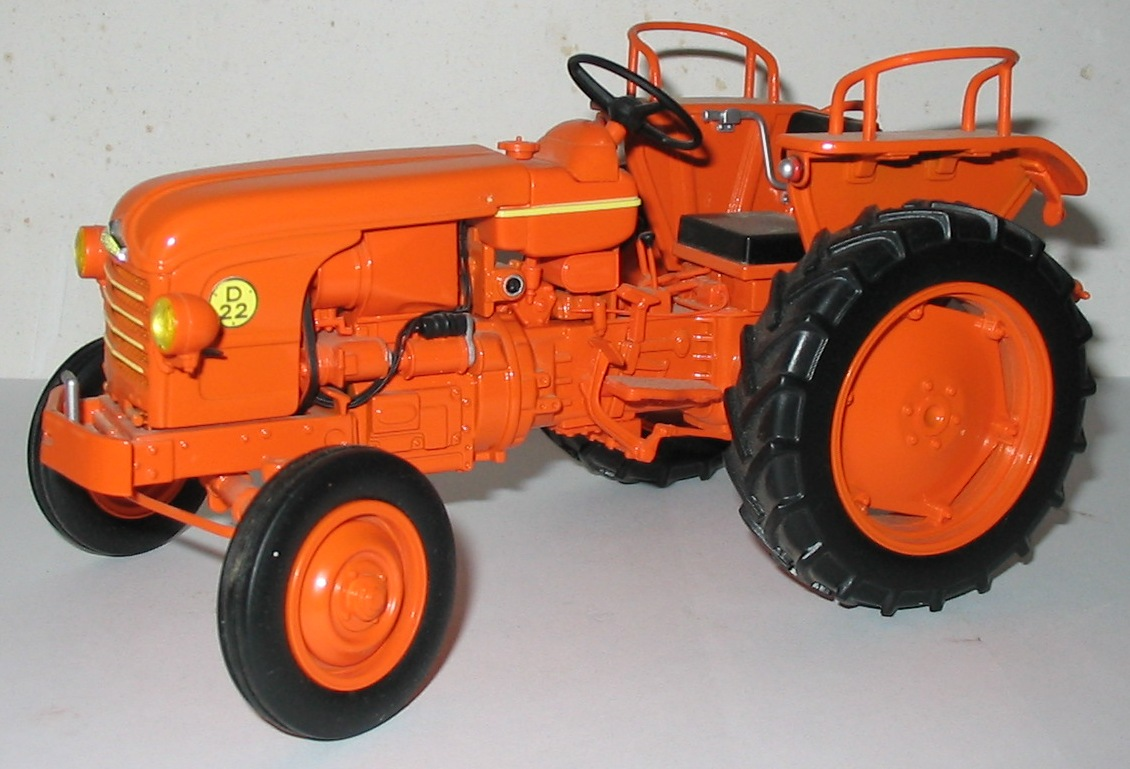
جرار زراعي Renault D22 de 1957.

للجرار أربع عجلات على الأقل، تقوم العجلاتان الخلفيتان بالدفع (دفع خلفي)، وتمتازان بقطر كبير مقارنة بالأماميتان اللتان توجهان سير الجرار. كما يوجد جرارات تستخدام الدفع الرباعي الذي يمكن أن يحسن قدرة الجرار على السحب ولكن تجعل الجرار يستهلك طاقة أكثر، والجرارات الأكثر قوة تباع فقط بالدفع الرباعي، مع إمكانية إضافة عجلات مزدوجة.
هذا بالنسبة للجرارات ذات الاطر المطاطية (Pneumatiques) اما بالنسبة للجرارات ذات الجنازير المسلسلة (Chenille) فثباتها على الارضيات الحرجة يكون أفضل من سابقتها الا انها سلبية من ناحية محدودية محيط استعمالها الذي لا يتعدى المحيط الريفي وخارج الطرق المهيئة بفعل ضرر الجنازير عليها وعدم تحمل التنقلات البينية البعيدة.
اما الجرارات ذات العجلات المكونة من اطر حديدية فانها اندثرت ولم تعد تصنع.
منذ نهاية الثمانينات، بدأت الإلكترونيات تأخذ حيزا مهما في صناعة الجرارات بحيث يمكن استخدامها في كثير من الأمور مثل أن تنبه السائق للمسافات التي يعمل فيها، كما أصبح الكمبيوتر الداخلي ينبهك للمشاكل والأعطاب الوارد حدوثها على لوحة التحكم للجرار.
وهناك عادة ثلاثة دواسات، مثل السيارة، الأيسر مخلب، وفي الوسط الفرامل، والأيمن دواسة البنزين. وتكون دواسة البنزين في كثير من الأحيان مرتبطة برافعة يدوية يتم تشغيلها من قبل السائق لتثبيت وتيرة دوران المحرك بسرعة ثابتة في تنفيذ بعض الأعمال في الحقل. وهنالك بعض النماذج المتخصصة (مثل الجرارات الضيقة (بساتين البرتقال)، والجرارات الزراعية المقتحمة زراعة الكروم...).
تختلف الجرارات كذلك من حيث قوة محركاتها اللتي تتراوح ما بين 25حصان إلى 150واكثر.
معظم الجرارات تستخدم ناقل سرعة يدوي، وتشكيلة سرعات متتعدة (سريعة، بطيئة)، ومخفضات للسرعة تمكن من السير بسرعة بطيئة ومنتظمة، وتساعد على بعض الأعمال الزراعية. بالمقارنة مع المركبات الأخرى فإن الجرار بطيء بعض الشيء قد يصل إلى 40 كم/ساعة على الطريق. وفي الجرارات الزراعية الحديثة، استغني عن نقل الحركة اليدوي بنقل الحركة الآلية (powershift)، وفي السنوات العشر الأخيرة من خلال نقل الحركة المستمرة.
الجرار عموماً آلة متعددة الاستعمالات، ولكن الجرار كثيرا ما يتعرض للمنافسة من آلات مصممة لعمل خاص ومعين مثل (الحصادة، آلة الرش الذاتي...).
مهام الجرار في الأعمال الفلاحية هي ثلاثة:
الجر: للمحاريث والامشاط عتاد تسوية التربة واعداد مهد البذرة....الخ
الرفع: ويكون على مستوى نقاط التثبيت الثلاثية الخلفية المكونة من الذراعين الهيدروليكيين وساعد التثبيت العلوي.
تزويد العتاد بالطاقة: ويكون عن طريق عمود الإدارة الخلفي (Prise force) والذي يوصل مع العتاد الذي يحتاج إلى تحريك بواسطة عمود متمفصل (Cardan) مثل مضخة المبيدات وناثرات السماد.

## استخدام الجرارات الزراعية في العالم
إجمالي عدد الجرارات الزراعية، بجميع أنواعها، العاملة في العالم بلغ 26.7 مليون (مصدر الإحصاءات منظمة الأغذية والزراعة، 2002).
تبعا للبلد المعني، ونوع للجرارات الزراعية المستخدمة على نطاق واسع يمكن أن تختلف. ومن ثم مقارنة أوروبا الغربية، واليابان يستخدم الجرارات أقل قوة، في حين أن الأمريكيين يستخدمون أقوى الجرارات. البلدان النامية (الهند، على سبيل المثال) عندما إنتاج الجرارات المستخدمة بموجب ترخيص من قبل الأوروبيين في 70 عاما.
المستخدمين الرئيسيين لحوالي 70 ٪ من المجموع:
1. الولايات المتحدة: 4.800.000
2. اليابان: 2.028.000
3. روسيا: 1.794.560
4. إيطاليا: 1.660.000
5. بولندا: 1.364.579
6. فرنسا: 1.264.000
7. أسبانيا: 946.053
8. ألمانيا: 944.800
9. الصين: 926.031
10. البرازيل 806.000

## صناعة الجرارات فيالعالم العربي
و قامت بعض الدول العربية بتوطين هذه الصناعة بالتعاون مع شركات أوروبية وروسية. فقد أُنشِئ مصنع للجرارات الزراعية في مدينة حلب بسوريا بالتعاون مع شركة إبيرو الإسبانية بإنتاجية تتراوح من 2000 إلى 4000 جرار سنويًا. كما تم التعاون بين العراق وشركة زيتور التشيكية لإنشاء مصنع الأسكندرية للجرارات والآلات الزراعية بإنتاجية تتراوح من 2000 إلى 7000 جرارًا زراعيًا. وتعاونت مصر مع شركة وشريونيفرسال الرومانية وشركة IMR اليوغوسلافية لإنشاء شركة النصر لصناعة السيارات بطاقة إنتاجية تترواح من 2000 إلى 4000 جرار سنويًا. وتعاونت مجموعة جياد الصناعية السودانية مع بعض الشركات العملاقة في مجال الجرارات مثل شركة ماسي فيرجسون ويتم إنتاج العديد من أنواع الجرارت في السودان حيث أن الزراعة بالسودان هي عصب الاقتصاد. كما تعاونت شركة دويتس الألمانية مع الجزائر لإنشاء مصنع الشركة الوطنية لإنتاج المعدات الزراعية، بالإضافة إلى بعض مراكز التجميع في كل من الأردن وليبيا والمغرب والصومال.

## معرض صور

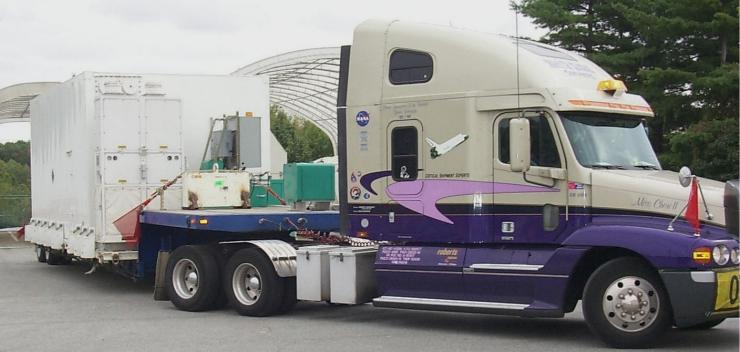
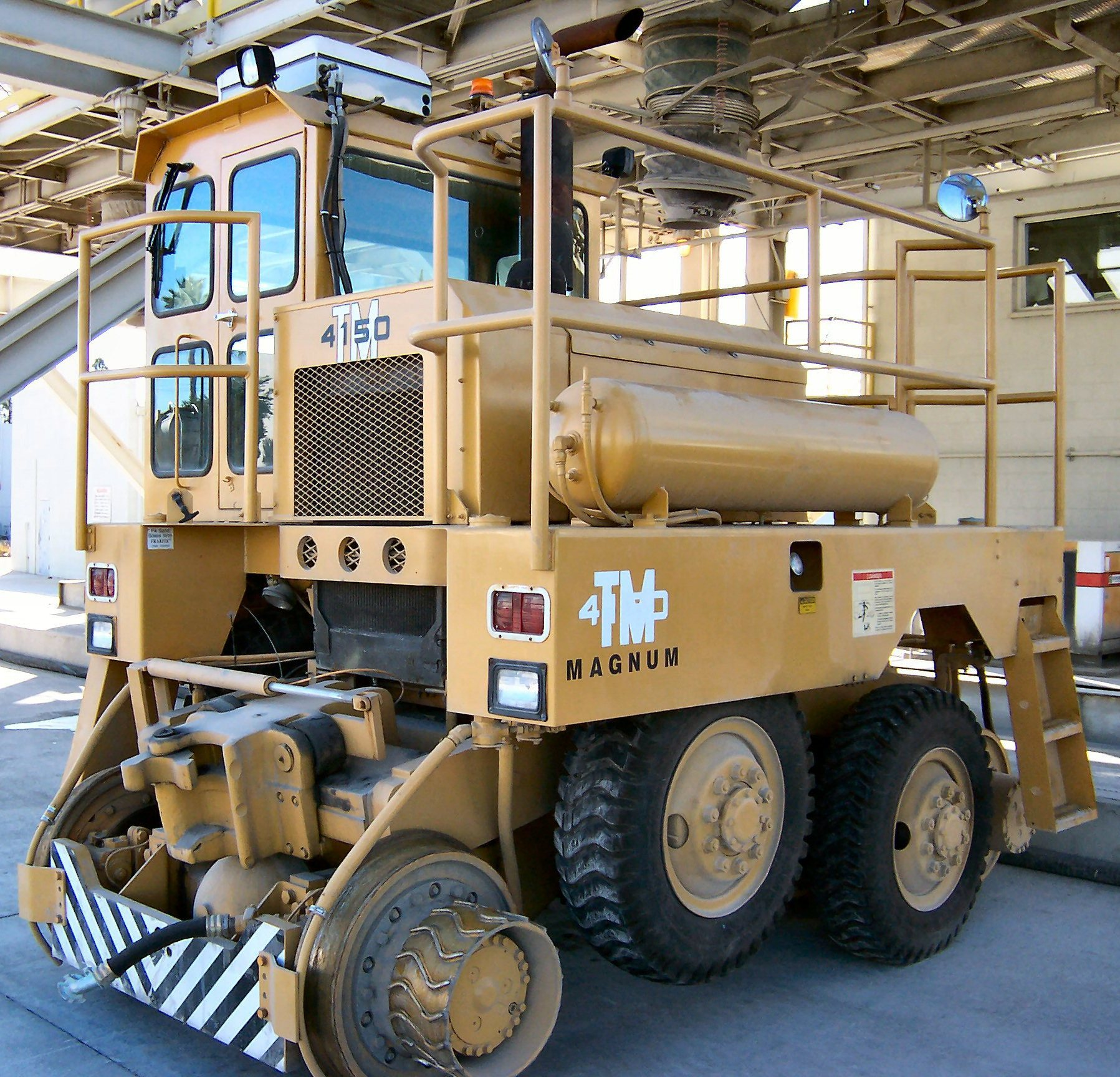
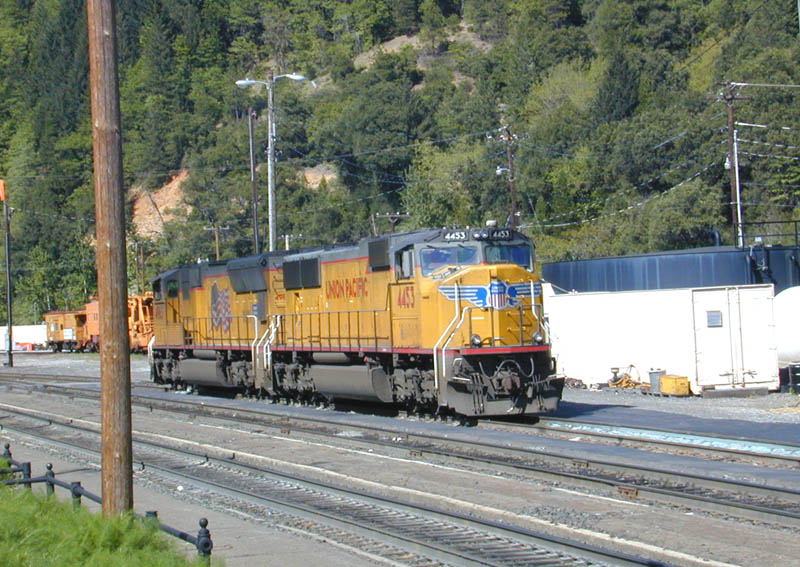

## وصلات خارجية
- صور من الجرارات والآلات الزراعية
- الصور جرار
- قائمة الكتب المدرسية والجرارات فورد الألمانية